# Sítio do Picapau Amarelo (1964)
Sítio do Pica-Pau Amarelo foi uma série de televisão brasileira produzida e exibida pela TV Cultura entre 6 de maio de  1964 e 17 de março de 1965, com alguma única temporada de 36 episódios. Baseada na série de livros homônima escrita por Monteiro Lobato, foi adaptada e dirigida por Lúcia Lambertini, que havia interpretado Emília na primeira versão. Em 1963, descontente com o fim do programa imposto pela Tupi após 12 temporadas, Lúcia levou o seriado para a TV Cultura, onde manteve a maior parte do elenco da anterior.

## Produção
Em 1963 a Rede Tupi encerrou a exibição da primeira versão do Sítio do Picapau Amarelo após 12 temporadas – estava no ar desde 1952. Lúcia Lambertini, que interpretou Emília durante toda exibição, ficou descontente com a decisão e levou a proposta para a TV Cultura de fazer uma nova versão, na qual ela mesma ia adaptar e dirigir. Lúcia conseguiu levar quase todo elenco da para a nova versão, substituindo apenas David José como Pedrinho por Haylton Faria e Luciano Maurício como Visconde de Sabugosa por Roberto Orosco

Com Lúcia acumulando funções escrevendo ao mesmo tempo Quem Casa com Maria? na TV Tupi e As Professorinhas na própria Cultura, a produção foi encerrada após uma temporada.

## Elenco
| Ator              | Personagem           |
| ----------------- | -------------------- |
| Leonor Lambertini | Dona Benta           |
| Zeni Pereira      | Tia Nastácia         |
| Lúcia Lambertini  | Emília               |
| Edy Cerri         | Narizinho            |
| Haylton Faria     | Pedrinho             |
| Roberto Orozco    | Visconde de Sabugosa |
| Ricardo Gouveia   | Marquês de Rabicó    |
| Paulo Basco       | Dr. Caramujo         |